# Ulophysema oeresundense
Ulophysema oeresundense är en kräftdjursart som beskrevs av Hans Brattström 1936. Ulophysema oeresundense ingår i släktet Ulophysema, och familjen Dendrogasteridae. Arten är reproducerande i Sverige.
Djuret lever större delen av sitt liv som parasit inuti sjöborren Echinocardium cordatum. Parasiten lever på sjöborrens föda, reducerar sjöborrens könsprodukter och medverkar ibland till sterilitet.